# Оборона Манцикерта
Оборона Манцикерта, Оборона Маназкерта, Облога Манцикерта, Перший бій під Манцикертом — місячне протистояння візантійського гарнізону під командуванням Василя Апокапа та сельджуцьких сил під командуванням Тоґрул Бека у 1054 році. Закінчилось поразкою та відступом сельджуцької армії. Була одним із епізодів візантійсько-сельджуцьких війн.

## Передумови
У 1048 році відбулось перше крупне вторгнення сельджуків під командуванням Ібраґіма Їнала у межі Візантійської імперії. Після знищення та пограбування міста Ардзен, турки були зустрінуті римсько-грузинським військом і у битві під Капетроном зазнали значних втрат, але зуміли повернутись із полоном та здобиччю назад. З огляду на зайнятість сельджуків війною у Месопотамії проти Буїдів, а ромеїв — протистоянням із печенігами на Пн. Балканах, між двома сторонами, на короткий час, запанувало затишшя.

## Перебіг подій
Хоча з часу походу Їнала, між країнами панував, відносний мир, Тоґрул Бек не відчував упевненості у своєму контролі над територіями, що прилягали до імперії. В районах Пн.-Зх. Ірану та територій довкола Табрізу крім сил Їнала, осіли кочові племена туркменів, які не дозволяли будь-кому отримати над собою остаточну владу. Очевидно, із цих міркувань, та потребуючи туркмен для боротьби за Багдад, Тоґрул у 1054 році розпочав новий похід на підконтрольну тоді ромеям Вірменію. Армія Тоґрула була вишикувана у чотири колони; три з них скерували у напрямку центральної та північної Вірменії, а одна, на чолі із самим Тоґрулом, попрямувала в район озера Ван. Тут, в районі на північ від озера Тоґрул здобув міста Перкрі та Ардчех. Після цього його армія вирушила до стратегічного міста Манцикерта, що відкривав шлях у глибину Анатолії.

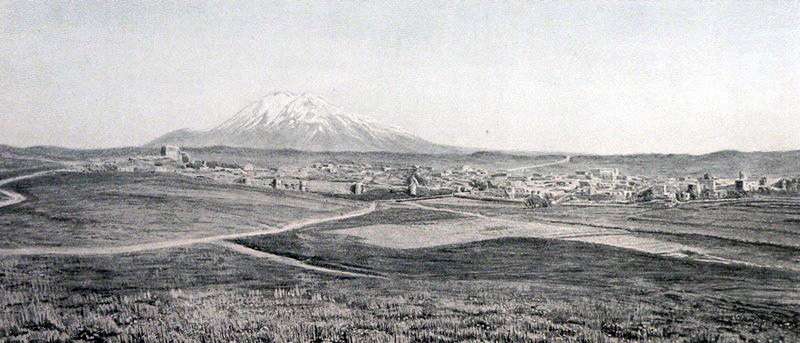
Вид міста Манцикерт (тур. Малазгірт) з півночі, фото 1901 року.

Подальші події описані вірменським хроністом Матвієм Едеським. Він порівнює кількість сельджуків із кількістю піску в морі, котрі атакували місто «як змія охоплена люттю». Оборонцями Манцикерта командував на половину грузин на половину вірменин Василь Апокап; значну кількість населення складали вірмени. Тоґрул віддав наказ почати підкоп під західною стіною міста, однак Апокап здійснив контр підкоп, внаслідок якого сельджуцькі мінери були захоплені в полон, серед них і дядько Тоґрула. З метою деморалізації ворога та мотивування власних воїнів, візантійський командувач наказав убити всіх полонених на стінах міста на виду у сельджуцької армії. Розлючений цим вбивством Тоґрул послав у місто Багеш (нині Бітліс), за великою катапультою залишеною там імператором Василієм II тридцять років тому. Після того як катапульта почала обстріл Манцікерту, один із священників у місті ініціював спорудження власної катапульти, яка могла б зруйнувати катапульту Василія. На щастя для обложених, перший же постріл виготовленої ними машини зруйнував фронтальну частину катапульти яку використовували сельджуки. Не дивлячись на цей успіх, сельджуки зуміли сконструювати для неї захисні конструкції та продовжити обстріл міста. Розуміючи небезпеку, поступової руйнації мурів Апокап став розшукувати добровольця, для проникнення у ворожий табір. На його заклик зголосився один «франк», який під видом посла, із листом на кінці списа, виїхав із міста у неділю, опівдні, коли обидві армії, переважно, відпочивали, ховаючись від сонця. Наблизившись до метальної машини він вийняв із плаща наперед заготовані посудини із запалювальною сумішшю, з кількох боків підпалив катапульту та зумів повернутись неушкодженим назад до міста.
Після знищення катапульти, сельджуки відновили підкопи під міські стіни з різних напрямків, але усюди були зупинені ромеями та відкинені. Один із хроністів повідомляє, про наявність візантійського шпигуна, який стрілами подавав потрібні сигнали тим хто знаходився у місті, що пояснює ефективність їх оборонних дій. Після місяця облоги Тоґрул Бек відступив від Манцікерту.

## Зауваги
1. ↑  під цією назвою міг матись на увазі норман, варяг або інший виходець із Західної Європи